# ゲニオルニス
ゲニオルニス（学名：Genyornis）は、オーストラリアに生息した絶滅した巨大な飛べない鳥。背丈は2メートルを超え、雑食性あるいは草食性であった可能性が高い。3万 ± 5000年前に絶滅を迎えた。その前後にオーストラリアの他の数多くの種が絶滅しており、これはヒトの到来と同時期である。現在生存している生物ではキジカモ類が最も近縁である。
大型動物の絶滅については2つの仮説が提唱されており、その2つとは人類の影響と気候変動である。700を超えるゲニオルニスの卵殻断片から年代特定がなされた研究が行われ、ゲニオルニスが衰退し絶滅するまでは短期間であり、気候変動では説明できないとされた。これはオーストラリアにおける大量絶滅イベント全体が気候変動よりもむしろ人類の活動に起因することの良い示唆であると論文執筆者は考えた。2015年の研究では、焼けた痕跡が見られる約200ヶ所からゲニオルニスの卵殻断片が収集された。卵殻のアミノ酸の分析から、残り火の上に卵が置かれてできた温度勾配が確認された。卵殻は BP で5万3900年前から4万3400年前のものと年代測定され、絶滅の何千年も前から当時の人類がゲニオルニスの卵を収集・調理していたことが示唆された。しかし、卵殻は実際には絶滅したツカツクリ科のものであることが後の研究で示唆されている。
おそらく4万年前のものであるアボリジニの岩石壁画の発見が考古学者により2010年5月に報告され、そこには2体の鳥類が詳細に描かれていた。古来からのアボリジニの伝統に基づき、ヴィクトリア州南西部に広がる温帯地域でゲニオルニスが遅くまで生き延びていたことが示唆されている。